# Colli di Scandiano e di Canossa Lambrusco Grasparossa
Il Colli di Scandiano e di Canossa Lambrusco Grasparossa è un vino DOC la cui produzione è consentita nella provincia di Reggio Emilia.

## Caratteristiche organolettiche
- colore: rubino
- odore: spiccatamente vinoso e particolarmente profumato
- sapore: sapido e armonico, dolce, amabile, abboccato, secco

Consentita in etichetta l'indicazione "frizzante". In tal caso alle caratteristiche organolettiche si aggiunge:
- spuma: vivace, evanescente

## Produzione
Provincia, stagione, volume in ettolitri
- Reggio Emilia  (1996/97)  134,4